# آنتاس
آنتاس (به اسپانیایی: Antas) دهستانی در استان آلمریای اسپانیا است.
در این دهستان ۳۳۸۹ نفر زندگی می‌کنند. مساحت این دهستان ۹۹٫۴۴ کیلومتر مربع است.